# Walentin Igorewitsch Manuilow
Walentin Igorewitsch Manuilow (russisch Валентин Игоревич Мануйлов, * 10. Januar 1958 in Moskau) ist ein russischer Journalist, Verleger und Politologe.

## Leben
Walentin Manuilow studierte bis 1977 am Pädagogischen Institut in Pensa.
Danach war er als Lehrer für Geschichte tätig. Von 1988 bis 1994 leitete er den Lehrstuhl für Geschichte und sozialpolitische Bildung am Institut für berufliche Weiterbildung in Pensa.
1993 gründete er die Zeitschrift Semstwo (bis 1996), 1995 die Zeitschrift Gubernija(bis 1998).
1997 gründete er das Institut für regionale Politik, das er bis heute leitet. 2002 gründete er die Zeitung Uliza Moskowskaja, 2010 das Verlagshaus „Walentin Manuilow“. Seit 2012 gibt er auch die Zeitschrift Park Belinskowo heraus.
Walentin Manuilow publizierte zahlreiche Artikel zu historischen und politikwissenschaftlichen Themen.
Er ist Mitglied im Gesellschaftlichen Rat des Innenministeriums für die Oblast Pensa.